# Ruiny kościoła w Ostrowitem
Ruiny kościoła w Ostrowitem – ruiny kościoła znajdujące się w Ostrowitem (gmina Dobiegniew), na terenie Drawieńskiego Parku Narodowego. Świątynia należała dawniej do parafii w Dobiegniewie. Ruiny znajdują się w północnej części osady, około 200 metrów od zabudowań.

## Historia
Kościół w Ostrowitem wybudowano w XVIII wieku. Jednak pierwsza świątynia istniała tu już w XVI wieku, o czym świadczą Pozostałości podłogi z tamtego okresu. Ostatnie msze odprawiono tutaj w 1962. Wewnątrz znajdował się XVIII-wieczny szafiasty ołtarz ze starszymi figurami świętych i Matki Boskiej z Dzieciątkiem, który przeniesiono do parafialnego kościoła w Dobiegniewie. Pozostałości kościoła zostały poddane konserwacji w początkach XXI wieku i zabezpieczone jako trwała ruina. Ceglano-kamienne ściany zostały umocnione opaskami betonowymi.

## Architektura
Kościół wybudowano z cegły i kamienia polnego. Przylegała do niego drewniana, kwadratowa wieża konstrukcji szkieletowej (dzwonnica), która się nie zachowała. Wokół świątyni rozciąga się cmentarz ewangelicki z licznymi nagrobkami.

## Przypisy

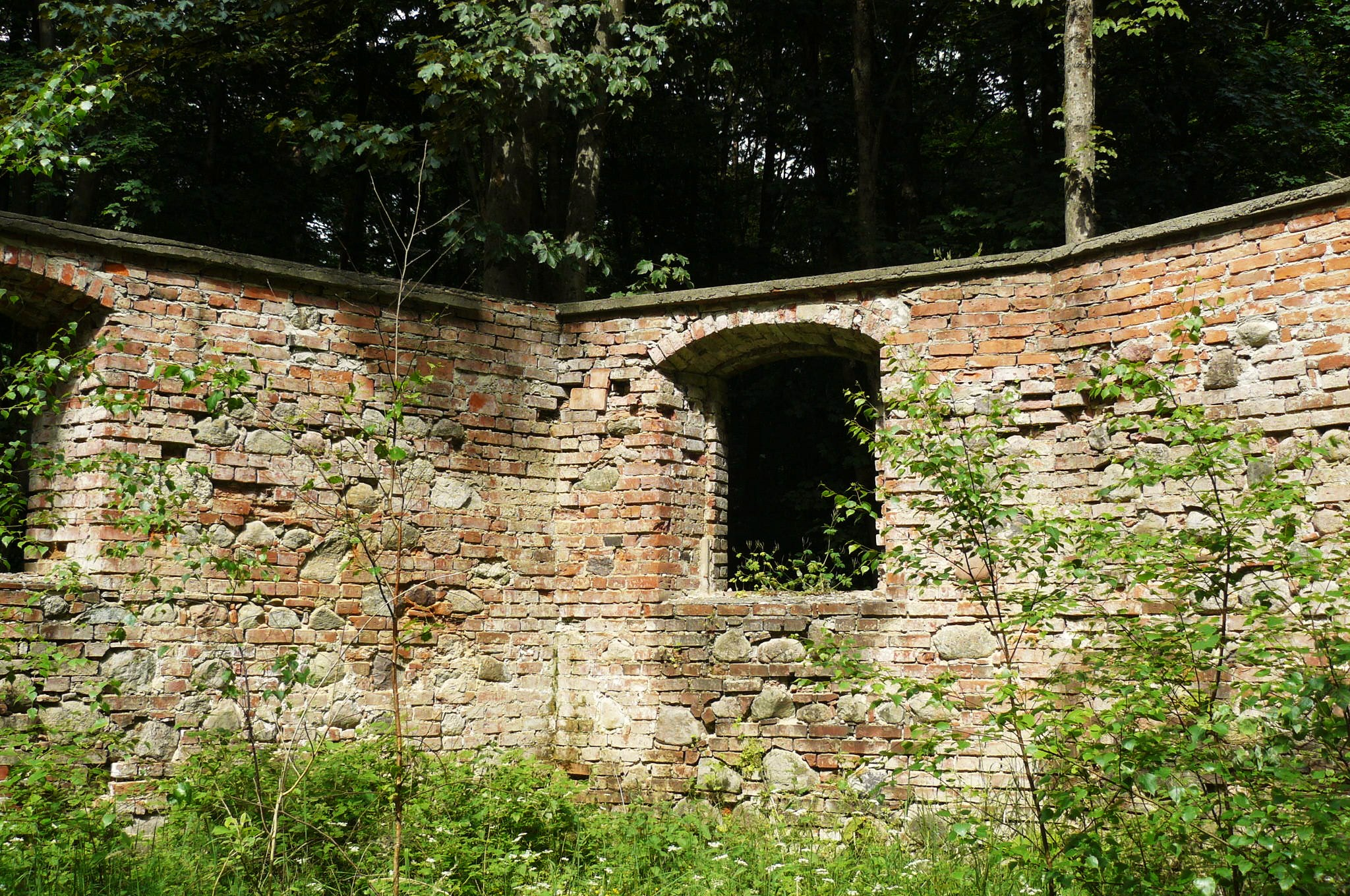
Wnętrze